# San Agustín del Pozo
San Agustín del Pozo és un municipi de la província de Zamora a la comunitat autònoma de Castella i Lleó.

## Demografia
| 1991 | 1996 | 2001 | 2004 |
| ---- | ---- | ---- | ---- |
| 225  | 223  | 212  | 202  |